# Caroline Eliacheff
Caroline Eliacheff, née le 5 juin 1947 à Boulogne-Billancourt, est une pédopsychiatre, psychanalyste et essayiste française.

## Biographie

### Enfance, famille et vie personnelle
Caroline Eliacheff est la fille d’Anatole Eliacheff, producteur de cinéma, et de Françoise Giroud, journaliste, écrivaine et femme politique.
Elle quitte la maison familiale à 14 ans et se marie un an plus tard à l'acteur et metteur en scène Robert Hossein, avec qui elle a un fils, Nicolas,, né en 1963, devenu rabbin à Strasbourg sous le nom d'Aaron Eliacheff,. Elle entre ensuite en union libre avec le producteur de cinéma Marin Karmitz : ils sont les parents de Nathanaël Karmitz, directeur de MK2, et d'Elisha Karmitz. Elle a douze petits-enfants et huit arrière-petits-enfants.
Elle déclare en 2014 qu'elle a reçu une éducation religieuse catholique, mais qu'elle se sent juive et qu'elle étudie le Talmud, sans être croyante.

### Études et activités professionnelles
Elle fait ses études de médecine à la faculté de médecine Broussais Hôtel-Dieu et soutient sa thèse de médecine en 1972, puis complète sa formation par un diplôme d’études spécialisées en psychiatrie infantile. Elle est psychanalyste depuis 1974.
Elle est attachée de consultation à l'hôpital Necker (Paris) de 1972 à 1980. Elle dirige ensuite le centre médico-psychologique d'Issy-les-Moulineaux de 1980 à 2013,.

### Activités éditoriales
Caroline Eliacheff est l'auteure, en 2018, d'un livre publié à l'occasion des trente ans de la mort de Françoise Dolto, dans lequel elle retrace une journée fictive de celle-ci, en 1979, tentant de la sorte de « faire exister Françoise Dolto au quotidien, dans sa vie privée, dans son enseignement clinique, dans sa manière de répondre à des enfants en grande souffrance ou à des patients angoissés […] ».
Caroline Eliacheff publie en 2021 un récit à portée autobiographique sur la comtesse de Ségur.
Elle est coscénariste de trois films de Claude Chabrol, produits par Marin Karmitz, La Cérémonie en 1995, Merci pour le chocolat en 2000 et La Fleur du mal en 2003, et collabore au scénario du film d'Abbas Kiarostami, Copie conforme (2010).

### Autre
Elle a tenu une chronique hebdomadaire sur France Culture.

## Activités sociétales et controverses
En 1999, elle prend position contre le Pacs,.
Elle est la cofondatrice de l'Observatoire de la petite sirène, notamment avec la psychanalyste Céline Masson. Dans un essai intitulé La Fabrique de l'enfant transgenre (2022) et dans un article, observant une « augmentation des cas d’enfants voulant changer de genre »,  elles alertent sur ce qu’elles estiment être des dérives du « transgenrisme » chez les mineurs, un phénomène de « contagion sociale » selon elles « influencé par le discours de militants trans », qu'elles assimilent à un « embrigadement idéologique » ; cela leur vaut une accusation de « transphobie »,. L'association Le Refuge Genève dénonce ce discours ; d'après sa coordinatrice Alexe Scappaticci, la transidentité est un sentiment stable dans le temps, qui n'est pas influencé par Internet.
Peu de temps après la création de l'association, elle est à l'origine de la publication le 19 septembre 2021 d'une lettre ouverte publiée par L'Express sur les mineurs transgenres, rassemblant d'autres personnalités telles que Élisabeth Badinter, Marie-Jo Bonnet ou Jean-François Braunstein parmi les cosignataires.
Selon une enquête publiée dans Mediapart, elles « récusent la transphobie, tout en refusant l'autodétermination aux personnes trans », et reprennent la théorie controversée de la dysphorie de genre à apparition rapide. Toujours pour Mediapart, l'Observatoire de la petite sirène a tenté d’influencer la proposition de loi interdisant les thérapies de conversion pour en supprimer toute référence à l’identité de genre, et s'oppose à la prise en charge médicale des mineurs trans.
Invitées par la société suisse de psychanalyse à l'université de Genève pour présenter leur livre en mai 2022, Caroline Eliacheff et Céline Masson se voient empêchées de poursuivre leur intervention par une quinzaine d'étudiants militants LGBT+,, indignés, qui jugent l'ouvrage transphobe. La conférence a toutefois pu se poursuivre dans un autre lieu.
En novembre 2022, la mairie de Paris annule, sous la pression d'activistes LGBT, un colloque au cours duquel Caroline Eliacheff et Céline Masson devaient intervenir.
Dans l'hebdomadaire satirique Charlie Hebdo en date du 28 décembre 2022, Gérard Biard commence son article intitulé « Le meilleur des mondes trans » en annonçant que « la croisade des militants trans contre Caroline Eliacheff et Céline Masson continue » à propos de leur livre La Fabrique de l’enfant-transgenre. Le journaliste souligne comment « chaque débat, chaque conférence engendre une avalanche d’insultes et de menaces sur les réseaux sociaux, avec à la clé, trop souvent, l’annulation pure et simple ». Il s'attarde particulièrement sur l'irruption de militants cagoulés le  15 décembre 2022 au Café Laïque de Bruxelles : où, selon lui, un palier s'est trouvé franchi quand en plus des agressions physiques et verbales habituelles, « des merdes de chat et de chien mélangées à de la litière » ont été balancées dans le local et sur les participants. Biard rappelle alors que « balancer de la merde sur les communistes faisait partie des jeux favoris des fascistes italiens », en faisant écho à une information de L'Express du 19 décembre, où une cinquantaine d’universitaires et d’intellectuels, dans une tribune, dénonçaient cette attaque jusqu'à prononcer le mot « fascisme ».
Sa vision de la transidentité chez les mineurs est cependant considérée comme réactionnaire par le pédopsychiatre Serge Hefez, qui estime que « Eliacheff et Masson partent du principe qu’une démarche de transidentité chez un jeune est une démarche pathologique qu’il convient de rectifier » et voit là « une thérapie de conversion sans le dire ».

## Publications
- À corps et à cris, être psychanalyste avec les tout petits, 1993
- Vies privées, de l’enfant roi à l’enfant victime, 1996
- Adolescents dans la violence, préface de Pierre Kammerer, 2000
- La Famille dans tous ses états, 2004
- Puis-je vous appeler Sigmund ?, 2010
- Comment le voile est tombé sur la crèche (Les vrais enjeux de l'affaire Baby Loup), 2013
- Françoise Dolto. Une journée particulière, Flammarion, 2018, 250 p. (ISBN 978-2-08-144747-9)
- Ma vie avec la comtesse de Ségur, Gallimard, coll. « Ma vie avec », 2021, 144 p. (ISBN 9782072949982)[28]

### Ouvrages collectifs ou en collaboration
- Les Indomptables, figures de l’anorexie, avec Ginette Raimbault, Paris, Éditions Odile Jacob, 1989  (ISBN 2-7381-0050-3)
- (Coll.) Quel droit pour quelles familles, actes du colloque tenu au Carrousel du Louvre, Paris, La Documentation française, 2000
- Mères-Filles : une relation à trois, avec Nathalie Heinich, 2002
- Peut-on faire le bonheur de ses enfants ?, avec Pauline Bebe et Pierre Lassus, éditions de l'Atelier, 2003
- (Coll.) Le Bébé face à l'abandon, le bébé face à l'adoption, sous la dir. de Myriam Szejer ; avec la collab. de Louise Lambrichs, Paris, Albin Michel, coll. « La Cause des bébés », nouvelle éd. 2003 (première éd. 2000)
- Le Bébé et les ruptures : séparations et exclusions, avec Myriam Szejer, 2003
- Le Temps des victimes, 2007, avec Daniel Soulez-Larivière Prix Biguet de l'Académie française 2007.
- La Fabrique de l'enfant transgenre (avec Céline Masson), éditions de l'Observatoire, janvier 2022[17],[29]

## Scénarios
- 1995 : La Cérémonie avec Claude Chabrol
- 2000 : Merci pour le chocolat avec Claude Chabrol
- 2003 : La Fleur du mal avec Claude Chabrol
- 2010 : Copie conforme d'Abbas Kiarostami (collaboration)

### Radio
- « Caroline Eliacheff sur la Comtesse de Ségur », sur radiofrance.fr, France Culture (consulté le 25 mai 2022)